# Crew Stoneley
Crew Stoneley (Reino Unido, 9 de mayo de 1911-27 de agosto de 2002) fue un atleta británico, especialista en la prueba de 4x400 m en la que llegó a ser subcampeón olímpico en 1932.

## Carrera deportiva
En los JJ. OO. de Los Ángeles 1932 ganó la medalla de plata en los relevos de 4x400 metros, con un tiempo de 3:11.2 segundos, llegando a meta tras Estados Unidos (oro) y por delante de Canadá (bronce), siendo sus compañeros de equipo: Tommy Hampson, David Burghley y Godfrey Rampling.